# 蓬德拉尔什
蓬德拉尔什（法語：Pont-de-l'Arche，法語發音：[pɔ̃ də laʁʃ]）是法国厄尔省的一个市镇，位于该省东北部，属于莱桑德利区。

## 地理
蓬德拉尔什（49°18'10"N, 1°9'14"E）面积9.35 平方千米，位于法国诺曼底大区厄尔省，该省份为法国北部内陆省份，北起滨海塞纳省，西接奧恩省和卡爾瓦多斯省，南至厄尔-卢瓦省，东临瓦兹省、瓦兹河谷省和伊夫林省。
与蓬德拉尔什接壤的市镇（或旧市镇、城区）包括：阿利宰、塞纳河畔克里克伯夫、莱当、伊戈维尔、莱里、索特维尔苏勒瓦勒、泰尔德博尔。

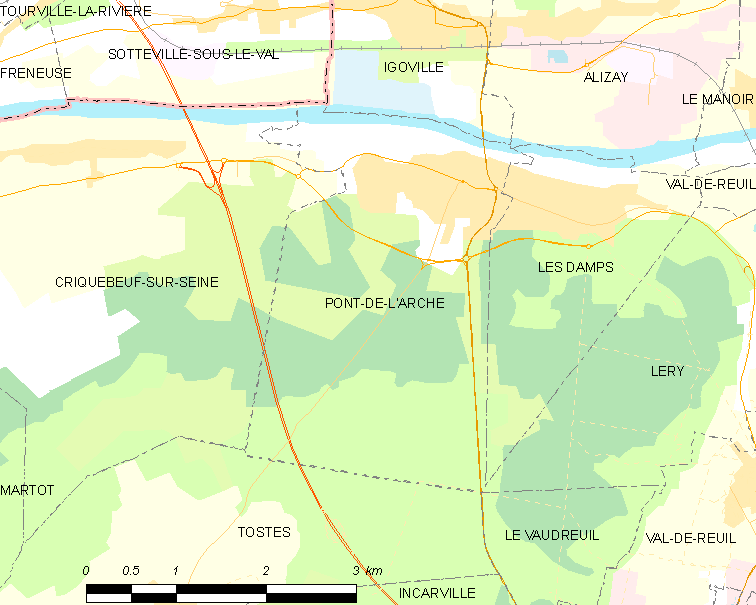
蓬德拉尔什的OSM定位图

蓬德拉尔什的时区为UTC+01:00、UTC+02:00（夏令时）。

## 行政
蓬德拉尔什的邮政编码为27340，INSEE市镇编码为27469。

## 政治
蓬德拉尔什所属的省级选区为蓬德拉尔什县。

## 人口

1962-2008年间蓬德拉尔什人口变化图示

蓬德拉尔什于2022年1月1日时的人口数量为4130人。